# Kustklimat

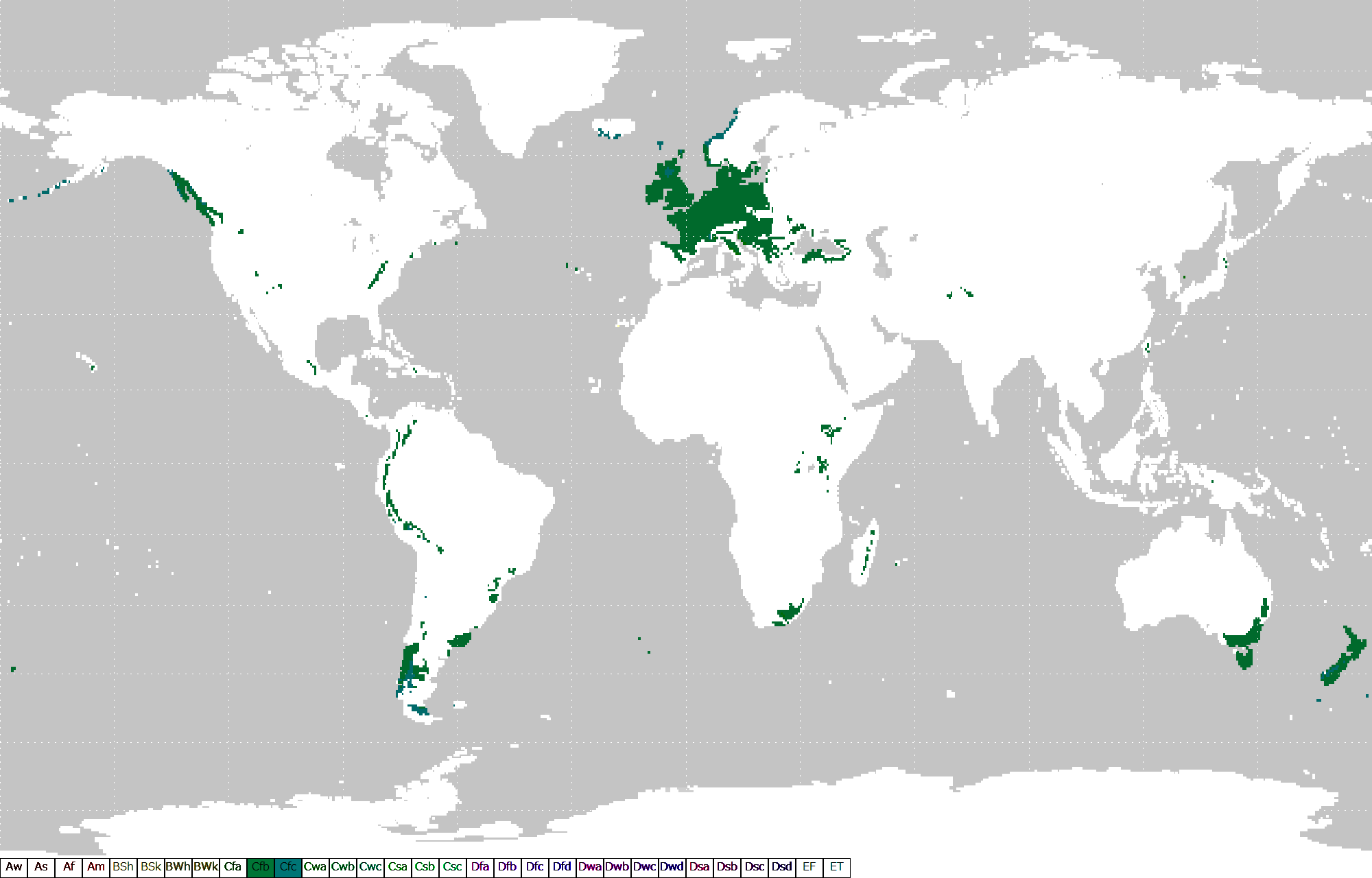
Områden i världen med maritimt klimat.

Kustklimat, maritimt klimat eller havsklimat utmärks av större luftfuktighet, oftast något varmare och jämnare temperatur än exempelvis inlandsklimat. Kustklimatet är också över tid mer stabilt och kännetecknas av svala somrar och milda vintrar med – åtminstone utanför tropikerna – endast en mindre temperaturskillnad mellan årstiderna, sett ur ett globalt meteorologiskt perspektiv. Klimatet kännetecknas också av en mindre skillnad i temperatur mellan dag och natt.

## Karaktär och orsak
Orsaken till detta klimat är närheten till havet och dess stora vattenmassor som binder värmeenergi. Om vintern fungerar havet uppvärmande och om sommaren avkylande. Luftfuktigheten förhindrar riktigt låga temperaturer eftersom värme frigörs när vattenångan kondenserar. Vädret varierar dock ofta eftersom påverkan kan komma mer från havet eller mer från land beroende på vädersystemens rörelse.
Typiskt för kustklimatet är sjöbrisen som dagtid soliga dagar blåser in mot land eftersom luften över land värms upp mer än över havet, och därför stiger och ersätts med kallare luft utifrån havet. Nederbörden består för det mesta av regn, eftersom vintrarna är för milda för snö, dock kan ändå snöfall ske någon gång.

## Utbredning
Stora delar av Europa och delar av Afrika, Sydamerika, Nordamerika, sydöstra Australien och hela Nya Zeeland har denna typ av klimat. Bland storstäderna med maritimt klimat finns Paris, London, Wellington, Seattle, Stockholm och Köpenhamn.